# تشابي ألونسو
تشابيير ألونسو أولانو (تلفظ بالإسبانية: ‎/ˈʃaβj aˈlonso oˈlano/‏؛ مواليد 25 نوفمبر 1981) هو مدرب كرة قدم إسباني محترف ولاعب سابق، ويشغل حاليًا منصب المدير الفني لنادي ريال مدريد. يُعتبر أحد أفضل لاعبي خط الوسط في جيله، ويعتبر أيضًا أحد أفضل المدربين الشباب في العالم.
بدأ ألونسو مسيرته المهنية في ريال سوسيداد، الفريق الرئيسي لمقاطعة غيبوثكوا مسقط رأسه. بعد فترة إعارة قصيرة في إيبار، تم تعيينه كقائد لفريق ريال سوسيداد من قبل المدير الفني آنذاك جون توشاك. ونجح في هذا الدور ليصعد بالنادي إلى المركز الثاني في موسم 2002–03. انتقل إلى ليفربول في أغسطس 2004 مقابل 10.5 مليون جنيه إسترليني وفاز بدوري أبطال أوروبا في موسمه الأول تحت قيادة المدرب رافاييل بينيتيز، وسجل هدف التعادل في المباراة النهائية ضد ميلان. وفي الموسم التالي، فاز بكأس الاتحاد الإنجليزي ودرع المجتمع الإنجليزي.
انتقل إلى ريال مدريد في بداية موسم 2009–10 في صفقة تبلغ قيمتها حوالي 30 مليون جنيه إسترليني. بعد فوزه بألقاب بما في ذلك لقب الدوري عام 2012 ودوري أبطال أوروبا عام 2014 خلال خمسة مواسم في مدريد، وقع مع النادي الألماني بايرن ميونخ بعقد لمدة عامين. تم تمديد ذلك لمدة عام آخر، واعتزل اللعب في نهاية المطاف في صيف 2017، بعمر 35 عامًا، بعد فوزه بالدوري الألماني في كل من المواسم الثلاثة التي قضاها مع بايرن.
شارك لأول مرة مع منتخب إسبانيا في أبريل 2003 في مباراة الفوز 4–0 على الإكوادور. أثناء لعبه مع إسبانيا، فاز ألونسو ببطولة أمم أوروبا 2008 وبطولة أمم أوروبا 2012 وكأس العالم 2010، كما مثّل منتخب بلاده في بطولة أمم أوروبا 2004 وكأس العالم 2006. في 23 يونيو 2012، لعب ألونسو مباراته رقم 100 مع منتخب إسبانيا في ربع نهائي بطولة أمم أوروبا 2012 ضد فرنسا؛ احتفل بهذه المناسبة بتسجيل هدفي إسبانيا ليقودهم إلى الدور نصف النهائي. بعد فشل إسبانيا في الخروج من دور المجموعات في كأس العالم 2014، اعتزل ألونسو كرة القدم الدولية. مشاركاته الدولية الـ114 تجعله اللاعب الثامن الأكثر مشاركة في تاريخ البلاد.
بعد عام من اعتزاله كرة القدم الاحترافية، درّب في البداية فريق ريال مدريد تحت 14 عامًا قبل أن يتم تعيينه مديرًا للفريق الرديف لريال سوسيداد في يونيو 2019، حيث ساعد الفريق على التأهل إلى الدوري الثانية في موسمه الثاني قبل مغادرة النادي في مايو 2022.، تم تعيينه مدربًا رئيسيًا لباير ليفركوزن بعد خمسة أشهر. وبعد ذلك قاد ليفركوزن إلى لقب الدوري الألماني الأول في أول موسم له مع النادي في عام 2024.

## السنوات الأولى
وُلد ألونسو في بلدة تولوسا الصغيرة الواقعة في إقليم الباسك ضمن عائلة معروفة بتاريخها الرياضي. والده بيريكو ألونسو فاز بلقب الدوري الإسباني مرتين متتاليتين مع ريال سوسيداد، ومرة ثالثة بعد انضمامه إلى نادي برشلونة. كما لعب للمنتخب الإسباني، حيثُ خاض 21 مباراة دولية خلال مسيرته.
عاش ألونسو في مدينة برشلونة خلال السنوات الست الأولى من حياته، ثم انتقل بعدها إلى سان سبستيان. وهناك بدأ شغفه بكرة القدم، حيث قضى طفولته يلعب على شاطئ «بلايا دي لا كونتشا» (شاطئ الصدفة). وعلى رمال الباسك، تعرّف ألونسو إلى أحد سكان شارع ماتيا ميكيل أرتيتا وأصبحا أصدقاء، وكانا يتنافسان مع بعضهما البعض في استعراض مهاراتهما الفنية. غمرته أجواء كرة القدم، وكان والده يصطحبه مع شقيقه الأكبر ميكيل إلى تدريبات نادي ساباديل، حيثُ كانوا يتدربون معًا. تأثر ألونسو كثيرًا بأسلوب والده في اللعب، وكان يستمتع أكثر بتمرير الكرة بدقة من تسديدها على المرمى.
منذ صغره، قرر ألونسو أن يلعب في مركز لاعب الوسط الدفاعي، وهو دور ساعده على إتقان توزيع الكرات، وهي موهبة أصبحت لاحقًا جزءًا أساسيًا من مسيرته في الأندية والمنتخب.
كان ألونسو وأرتيتا طموحين، وكانا يحلمان باللعب معًا في صفوف ريال سوسيداد عندما يكبران. وعلى الرغم من أنهما التحقا بمدرستين مختلفتين، إلا أنهما لعبا سويًا في فريق الشباب المحلي نادي أنتيغوا، حيث كانا يخوضان المباريات في عطلة نهاية الأسبوع. وقد لفت أداؤهما أنظار كشافي الأندية الكبرى في إسبانيا، لينفصل الصديقان بعد تسع سنوات من التنافس الودي، حيثُ انضم ألونسو إلى ريال سوسيداد، بينما انتقل أرتيتا إلى نادي برشلونة. ومع ذلك، لم تكن خطوة ألونسو إلى ريال سوسيداد بمفرده، إذ انضم إليه شقيقه الأكبر ميكيل.

## المسيرة مع الأندية

### ريال سوسيداد
تقدّم ألونسو بسرعة عبر الفئات السنية والفريق الرديف في نادي ريال سوسيداد (حيثُ فاز بالدرجة الرابعة الإقليمية في موسمه الوحيد مع الفريق الرديف)، ولفت الأنظار بما يكفي ليحصل على أول ظهور له مع الفريق الأول وهو في سن الثامنة عشرة. شارك لأول مرة على مستوى الفريق الأول ضد لوغرونيس في 1 ديسمبر 1999 في مباراة ضمن كأس ملك إسبانيا. لم يشارك ألونسو مجددًا في ذلك الموسم، لكن الموسم التالي حصل على المزيد من الفرص. ففي بداية موسم 2000–01، أرسله المدرب خافيير كليمنتي إلى نادي إيبار في الدرجة الثانية لاكتساب الخبرة. شعر والده خصوصًا أن هذه الخطوة إلى نادٍ أصغر ساعدته على التطور كلاعب. غير أن سلسلة التغييرات السريعة في الجهاز الفني، بما في ذلك فترة قصيرة من شهرين تحت قيادة والده بيريكو ألونسو، تركت ريال سوسيداد في وضع صعب. وبحلول يناير 2001، كان الفريق في مؤخرة جدول الترتيب، فاستعان المدرب الجديد جون توشاك بموهبة ألونسو الواعدة أملًا في إنقاذ الفريق من الهبوط. وفي خطوة مفاجئة، عيّن المدرب الويلزي ألونسو البالغ من العمر 20 عامًا قائدًا للفريق، وهو منصب تقليديًا يُمنح للاعبين ذوي الخبرة الأكبر. وبنهاية الموسم، كان ريال سوسيداد قد نجح في الخروج من منطقة الهبوط وأنهى الموسم في المركز الرابع عشر. وأشاد توشاك بألونسو، مشيرًا إلى أن تأثيره على الفريق كان استثنائيًا، خاصة بالنسبة للاعب تدرج في صفوف الناشئين.
وتحت إشراف جون توشاك، مثّلت قيادة ألونسو للفريق بداية لنهضة أداء ريال سوسيداد. فقد أدرك توشاك إمكانات ألونسو وكرّس وقتًا كبيرًا لتطويره، حتى إنه صمم له برنامجًا تدريبيًا خاصًا لتحسين لمسته وتحكمه بالكرة. رسّخ الفريق موقعه في منتصف الجدول خلال موسم 2001–02، وأنهى الموسم في المركز الثالث عشر. شارك ألونسو بشكل منتظم في الدوري الإسباني بـ 30 مباراة خلال الموسم وسجل أيضًا أول أهدافه في الدوري، منهياً الموسم بثلاثة أهداف. تغيّر الطاقم الفني مرة أخرى في صيف 2002 مع قدوم رينالد دينويكس، لكن ألونسو احتفظ بمكانه في التشكيلة الأساسية بفضل أدائه السابق.
كان موسم 2002–03 أفضل أداء للنادي في الدوري منذ موسم 1981–82، الذي فاز فيه باللقب. أنهى الفريق الباسكي الموسم في المركز الثاني، بفارق نقطتين فقط خلف ريال مدريد، محققًا رقمًا قياسيًا للنادي في أعلى عدد من النقاط في تاريخه ومتأهلًا إلى دوري أبطال أوروبا للمرة الأولى. نال ألونسو الكثير من الثناء على دوره في نجاح الفريق ومنحته مجلة الرياضة الإسبانية «دون بالون» جائزة أفضل لاعب إسباني بالإضافة إلى ذلك، ساهم ألونسو بشكل كبير في حصيلة أهداف الفريق، حيث سجل 12 هدفًا في جميع المسابقات. أداؤه اللافت أكسبه شهرة وطنية، واستدعاه إيناكي سايز، مدرب المنتخب الإسباني لتمثيل منتخب إسبانيا. خاض ألونسو أول مباراة دولية له في أبريل 2003 في فوز ودي بنتيجة 4–0 على الإكوادور. وأشاد سايث بألونسو قائلاً «يمتلك قدرة رائعة على التمرير بدقة، ويفهم مجريات كرة القدم بوضوح خارق للعادة.»
شهد موسم 2003–04 نتائج متباينة لألونسو وريال سوسيداد. استمتع ألونسو بفرصة اللعب في أوروبا وشارك في جميع مباريات الفريق، وتأهل ريال سوسيداد إلى مرحلة خروج المغلوب من دوري أبطال أوروبا. ومع ذلك، عانى الفريق من ضغط المباريات الأخرى وخرج سريعًا من البطولة على يد ليون، وأنهى الدوري في المركز الخامس عشر. ساهم الأداء الاستثنائي لألونسو وتراجع نتائج الفريق في جعل انتقاله من الأنويتا أمرًا لا مفر منه. وعلى الرغم من اهتمام بطل الدوري ريال مدريد، بقي ألونسو مخلصًا لريال سوسيداد. فشل ريال مدريد في تلبية سعر الـ 13 مليون جنيه إسترليني الذي حدده رئيس ريال سوسيداد خوسيه لويس أستيازاران، مما أدى إلى توقف المفاوضات. كان ألونسو مشغولًا بأمور أخرى، حيث ركز على مشاركته الدولية مع منتخب إسبانيا في بطولة أمم أوروبا 2004. وعلى الرغم من أن ظهوره في البطولة كان قصيرًا، إلا أنه جذب انتباه اللاعب المعتزل يان مولبي، الذي أُعجب بدقة تمريراته.
شهدت نافذة الانتقالات الصيفية في ريال سوسيداد انضمام صديق طفولة ألونسو، ميكيل أرتيتا، إلى صفوف الفريق. كان أرتيتا سعيدًا بإمكانية الشراكة مع ألونسو في خط الوسط، لكن حماسه لم يدم طويلًا. لم يُستدعَ ألونسو للمباريات الودية التحضيرية لريال سوسيداد ما اعتُبر مؤشرًا على أن عرضًا من ليفربول يُؤخذ على محمل الجد. أعلنت الإدارة الباسكية في 20 أغسطس 2004 أنها توصلت إلى صفقة بقيمة 10.7 مليون جنيه إسترليني مع ليفربول، وأن ألونسو وافق على الشروط مع ليفربول. لم يُبدِ ألونسو أي أسف لعدم انتقاله إلى ريال مدريد، بل ركّز بدلاً من ذلك على الاندماج مع المجموعة الإسبانية الجديدة في ليفربول تحت قيادة المدرب السابق لفالنسيا رافاييل بينيتيز.

### ليفربول

#### 2004–05: تحقيق دوري أبطال أوروبا
وصل ألونسو إلى ليفربول برفقة لويس غارسيا القادم من برشلونة، في بداية عهد جديد في الأنفيلد. وكان رافاييل بينيتيز، المدير الفني الجديد لليفربول، يطمح إلى إحداث ثورة في النادي، فأعاد تشكيل الفريق بالكامل وفرض أسلوبه الإداري وتكتيكاته على التشكيلة. وكان الإسبانيان المهاريان أولى صفقاته، وعلّق بينيتيز بأن تركيزهما على المهارة أكثر من القوة أضاف للفريق بُعداً جديداً. خاض ألونسو أولى مبارياته في الدوري الإنجليزي ضد بولتون على ملعب ريبوك في 29 أغسطس 2004. وعلى الرغم من خسارة ليفربول 1–0، إلا أن ألونسو بدأ يحصد الثناء من الصحافة بسبب مهاراته في التمرير. وأظهرت مباراة خارج الأرض في الدوري الإنجليزي ضد فولهام المزيد من مواهبه. فقد كان ليفربول متأخراً 2–0 في الشوط الأول، فأدخل بينيتيز ألونسو كبديل بعد الاستراحة. وتمكن من إنعاش الفريق المنهار لتنتهي المباراة بفوز ليفربول 4–2. علاوة على ذلك، سجّل ألونسو أول أهدافه مع الفريق من ركلة حرة مباشرة، ليمنح ليفربول التقدُّم في المباراة.

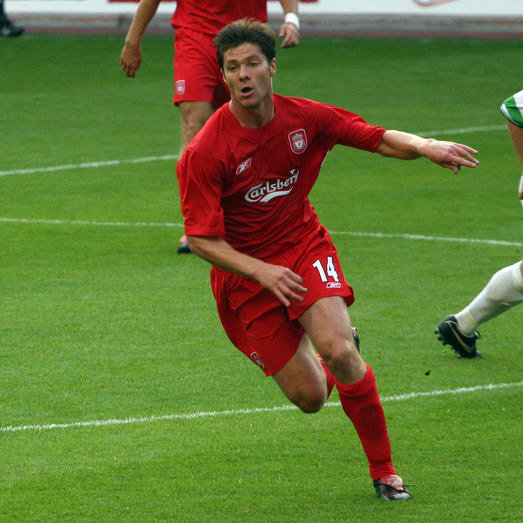
ألونسو خلال مباراة ضد ذا نيو سينتس في دوري أبطال أوروبا في يوليو 2005

واصل ألونسو تسجيل الأهداف المهمة للنادي، حيث أحرز أول أهدافه على ملعب أنفيلد في مباراة أمام آرسنال انتهت بفوز ليفربول 2–1. أعرب ألونسو عن سعادته بهذا الإنجاز، وشعر أنه بدأ ينسجم بشكل جيد في إنجلترا. وشهدت مباراة آرسنال أيضاً عودة ستيفن جيرارد من الإصابة، لكن شراكته في خط الوسط مع ألونسو توقفت مؤقتاً بعد أن تعرض الإسباني لأول انتكاسة له مع ليفربول. فقد تعرّض لكسر في الكاحل بعد تدخل عنيف من فرانك لامبارد خلال مباراة خسرها ليفربول 0–1 على أرضه أمام تشيلسي في يوم رأس السنة 2005، وغاب ألونسو عن الملاعب لمدة ثلاثة أشهر.
عاد ألونسو إلى التشكيلة الأساسية في مباراة الإياب من ربع نهائي دوري أبطال أوروبا ضد يوفنتوس. ورغم أنه لم يكن قد استعاد لياقته الكاملة، إلا أنه لعب المباراة كاملة لمدة 90 دقيقة بسبب إصابة ستيفن جيرارد، وتمكن ليفربول من الحفاظ على نتيجة التعادل 0–0 في إيطاليا، ليتأهل على حساب بطل إيطاليا بمجموع المباراتين. أشاد كيفين مكارّا من صحيفة «الغارديان» بمهارة ألونسو وتفانيه في اللعب، قائلاً «هذا اللاعب الرائع المتكامل قد أثبت في الديلي ألبي أن المهارة يمكن أن تتغلب على النقص البدني الكبير.» وفي الدور التالي أمام تشيلسي، تلقى ألونسو بطاقة صفراء خلال مباراة مشحونة انتهت بالتعادل 0–0 على ملعب ستامفورد بريدج، مما أدى إلى إيقافه عن المباراة التالية. شعر ألونسو بالحزن الشديد لغيابه عن اللقاء، واحتج بشدة على قرار الحكم دون جدوى. لكن جيرارد عاد من الإصابة في مباراة الإياب، وتمكن قائد الفريق من قيادة ليفربول إلى فوز 1–0 بمساعدة هدف من لويس غارسيا، ليتأهل الفريق إلى النهائي ضد ميلان.
حلّ ليفربول في المركز الخامس في الدوري الإنجليزي، وهي نتيجة لم ترقَ إلى مستوى التطلعات، لكن المجد كان بانتظار ألونسو في موسمه الأول مع الفريق، من خلال نهائي دوري أبطال أوروبا. تأخر الفريق بثلاثة أهداف أمام ميلان، لكنه أكمل عودة درامية في الشوط الثاني. كان ليفربول متأخراً 3–2 عندما حصل على ركلة جزاء، ووقع الاختيار على ألونسو لتنفيذها. ورغم أن ديدا، الحارس البرازيلي الشهير لميلان، نجح في صد الركلة، إلا أن ألونسو تابع الكرة المرتدة وسددها في سقف الشباك، ليتعادل الفريق 3–3. امتد اللقاء إلى الوقت الإضافي دون تسجيل أهداف إضافية، ثم فاز ليفربول 3–2 بركلات الترجيح. وقد أُشيد بألونسو لدوره المحوري في العودة التاريخية، كما شدد المدرب رافاييل بينيتيز على أهمية اللاعب بالنسبة للفريق. أبدى ألونسو سعادته البالغة بهذا الفوز، قائلاً: «هذه هي أفضل لحظة في مسيرتي الاحترافية.» وقد عُرفت تلك الليلة الأسطورية لاحقًا باسم «معجزة إسطنبول.»

#### 2005–06: تحقيق كأس الاتحاد الإنجليزي

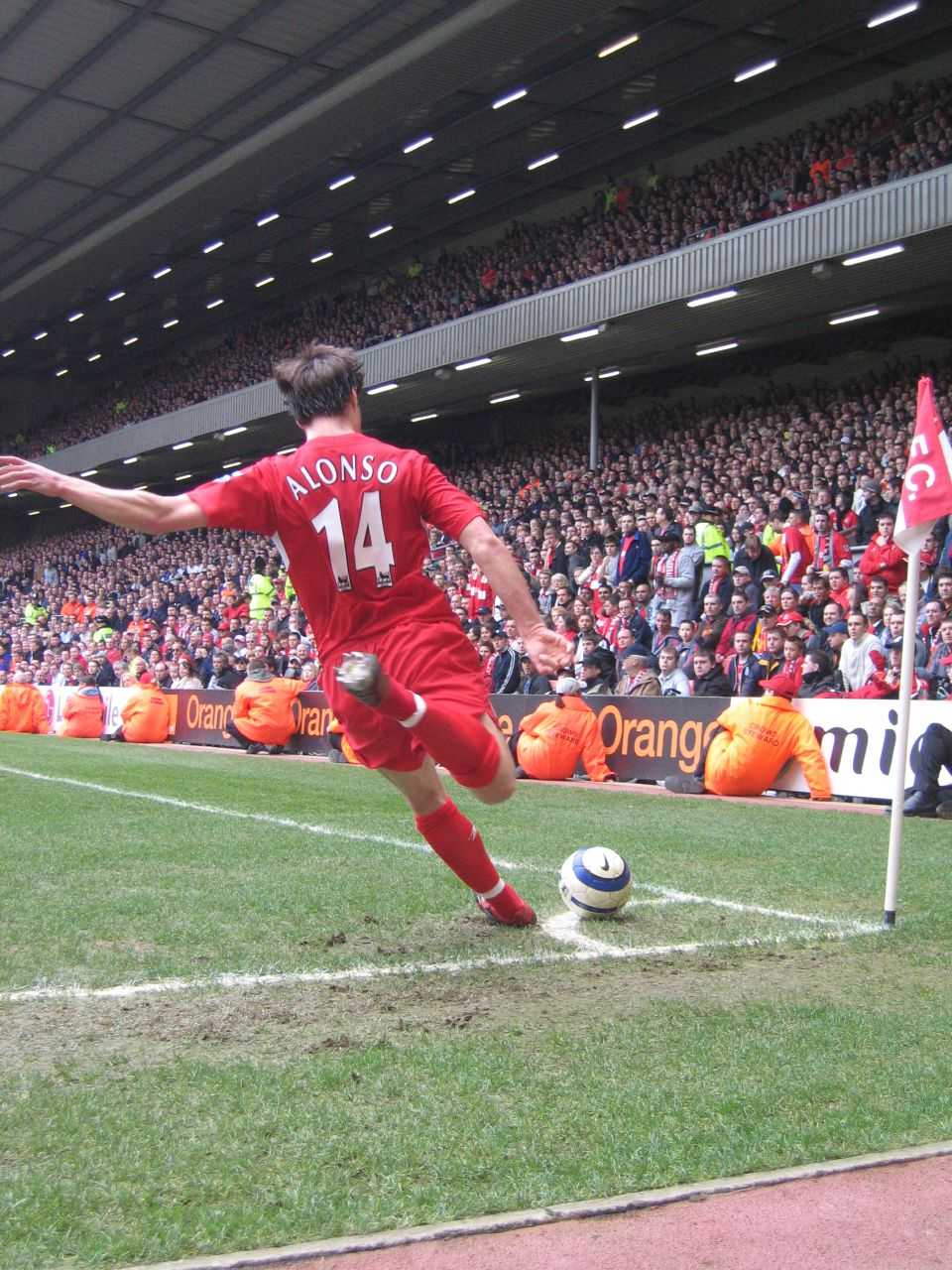
ألونسو ينفذ ركلة ركنية لصالح ليفربول في مارس 2006

كان ألونسو يُشارك بشكل دائم في التشكيلة الأساسية خلال موسم 2005–06 مع ليفربول متجنبًا إلى حد كبير الإصابات التي أزعجته في موسمه الأول مع الفريق. شهدت فترة الانتقالات الصيفية انضمام بيتر كراوتش إلى ليفربول، وأثارت قامة المهاجم الطويلة اتهامات بأن الفريق سيعتمد على أسلوب الكرات الطويلة. لكن كراوتش نفى ذلك، مشيرًا إلى أن قدرات ألونسو في التمرير، إلى جانب ستيفن جيرارد، ستُشكّل أسلوب لعب ليفربول. واجه ألونسو منافسة أكبر على مركزه بعد قدوم محمد سيسوكو، إلا أن إصابات جيرارد واعتماد رافاييل بينيتيز على خطة 4–5–1 ضمنت بقاء ألونسو في التشكيلة الأساسية. شارك ألونسو في جميع مباريات ليفربول في دوري أبطال أوروبا لكن الفريق لم يظهر بنفس القوة كما في الموسم السابق وخرج من مرحلة خروج المغلوب على يد بنفيكا.
في 7 يناير 2006، خلال مباراة الدور الثالث من كأس الاتحاد الإنجليزي ضد لوتون تاون، ساعد ألونسو ليفربول في تحقيق عودة مذهلة والفوز 5–3 بعد أن كانوا متأخرين 3–1 في بداية الشوط الثاني. سجل ألونسو هدفين رائعين من مسافات بعيدة: الأول من 45 ياردة، والثاني من 65 ياردة خلف خط منتصف الملعب. وبسبب هدفه من منتصف الملعب، فاز أحد مشجعي ليفربول بجائزة قدرها 25،000 جنيه إسترليني بعد أن راهن بمبلغ 200 جنيه على أن يسجل ألونسو هدفًا من نصف الملعب. تعرض ألونسو لإصابة في الكاحل خلال فوز الفريق خارج أرضه 3–1 على بورتسموث مما وضع مشاركته في نهائي كأس الاتحاد الإنجليزي محل شك. ومع ذلك، تعافى بما يكفي لبدء المباراة أمام وست هام يونايتد وسجل جيرارد الهدف الثالث لليفربول من ركلة حرة نفذها ألونسو، ليتقدم الفريق. لكن ألونسو، المتأثر بالإصابة، لم يتمكن من إكمال المباراة وخرج في الشوط الثاني. فاز ليفربول بركلات الترجيح دون مشاركة ألونسو، إلا أنه حصل على أول ميدالية له في كأس الاتحاد الإنجليزي.

#### 2006–2009

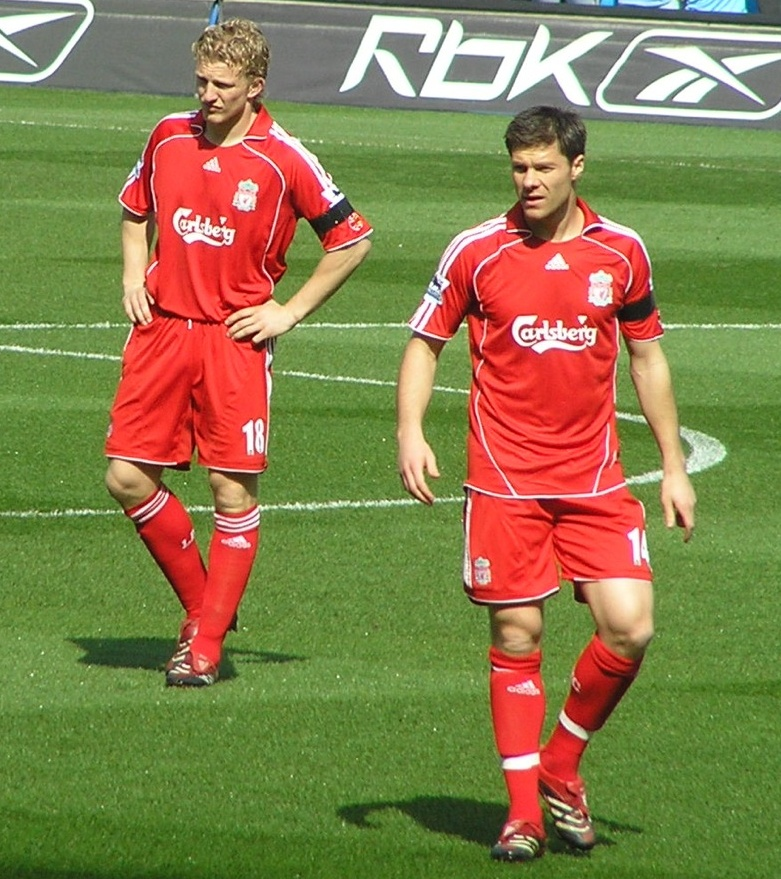
ألونسو وديرك كويت يلعبان مع ليفربول في أبريل 2007

في 20 سبتمبر 2006، سجّل ألونسو هدفًا وصفته بي بي سي بأنه «تسديدة مُذهلة» من نصف ملعبه في مباراة فاز فيها ليفربول بنتيجة 2–0 على نيوكاسل يونايتد. وُصف الهدف من قبل آندي هانتر من صحيفة «ذي إندبندنت» بأنهُ «واحد من أكثر الأهداف جرأة في تاريخ أنفيلد الغني الذي يمتد لـ 115 عامًا». رفض ألونسو الادعاءات التي تقول إن هدفه من مسافة 70 ياردة كان ضربة حظ، مؤكدًا أنه يتدرب بانتظام على التسديد من مسافات بعيدة. وعلى الرغم من تشابه هدفه مع هدف سابق سجله من نصف الملعب أيضًا، لم يكن لديه شك بشأن الأفضلية، حيث قال: «أعتقد أن هذا الهدف كان أفضل. هدف لوتون ارتد عدة مرات، أما هذا فقد ذهب مستقيمًا. هدف لوتون كان بالقدم اليسرى – كان مختلفًا – لكنني سعيد جدًا بهذا الهدف.» كان هذا الهدف الأول له مع ليفربول منذ هدفه ضد لوتون، ليصنع بذلك رقمًا فريدًا باعتباره اللاعب الميداني الوحيد في كرة القدم الاحترافية الحديثة الذي يسجّل هدفين متتاليين من نصف ملعبه.
في 8 يونيو 2007، وقّع ألونسو عقدًا مدته خمس سنوات، وقال: «كنت أعلم أن هناك اهتمامًا من أندية أخرى، لكن كانت نيتي دائمًا البقاء هنا. لقد أمضيت ثلاثة مواسم في هذا النادي ولدي مشاعر خاصة تجاهه وتجاه الجماهير. أفهم ماذا يعني ليفربول للكثير من الناس. إنه نادٍ مميز جدًا ولم أكن أرغب في الرحيل.» بدأ موسم 2007–08 بشكل جيد بالنسبة للإسباني، حيث أدى غياب جيرارد إلى لعب ألونسو في مركز هجومي أكثر وسجّل هدفين في فوز ساحق بنتيجة 6–0 على الوافد الجديد إلى الدوري الممتاز ديربي كاونتي. ولكن هذه البداية الواعدة لم تدم طويلًا، حيث تفاقمت إصابة طفيفة تعرض لها في مباراة ضد بورتسموث أثناء التدريب. وأجبرته إصابة مشط القدم على الابتعاد عن التدريبات لمدة ستة أسابيع، لكن عودته إلى الفريق الأول كانت متسرعة، فعادت الإصابة للظهور في أول مباراة له بعد العودة. وقد تبيّن لاحقًا أن عزيمته وحماسه كانا سببًا في انتكاسته، حيث صرّح لاحقًا: «كنت أشعر ببعض التعب في ذلك الوقت لأنها كانت أول مباراة لي بعد العودة، وكانت المباراة سريعة جدًا. ولكن كلاعب، لا ترغب في الخروج من الملعب، خاصة عندما يكون فريقك فائزًا، ولذلك واصلت اللعب.»
عاد ألونسو من الإصابة في ديسمبر 2007، لكنه واجه في الأشهر التالية منافسة متزايدة على مركزه في خط الوسط من خافيير ماسكيرانو ولوكاس ليفا. مع ذلك، كان مركزه في خط الوسط الخماسي لليفربول مضمونًا، إذ اعتبره رافائيل بينيتيز «لاعبًا من الطراز الرفيع»، مصرحًا بأن ألونسو يمتلك القدرة على تغيير مجرى المباريات واختراق دفاعات الخصوم. خاض ألونسو مباراته رقم 100 في الدوري مع ليفربول في 12 يناير 2008 ضد ميدلزبره.
خلال فترة الانتقالات الصيفية لعام 2008، بدا أن ألونسو قد يرحل عن ميرسيسايد، إذ سعى ليفربول للتعاقد مع الدولي الإنجليزي غاريث باري ليحل محله.
ومع انطلاق موسم 2008–09، لم يكن أي من ألونسو أو باري قد انتقل، لكن الملحمة الطويلة لصفقة الانتقال تركت ألونسو يشعر بعدم الاستقرار في ليفربول وغير واثق من مكانته في الفريق. ومع ذلك، لعب دعم جماهير النادي دورًا كبيرًا في رفع معنوياته، إذ أبدوا دعمهم له داخل الملعب وخارجه، ورد ألونسو على ذلك بقوله: «لم يكن بإمكان الجماهير أن تُظهر لي مشاعرها أكثر من ذلك... إذا خرجت لتناول الغداء أو شرب القهوة، كان هناك دائمًا من يقترب مني ويقول: 'نودّ بقاءك'. أنا سعيد فقط لأن الانتقال لم يحدث في النهاية، لأنه لم يكن شيئًا طلبته يومًا.»
رغم أحداث الصيف، بدأ ألونسو الموسم بثقة، ونال إشادة زملائه في الفريق والصحافة لقوته الذهنية، إذ اعتُبر تأثيره أحد العوامل وراء انطلاقة الفريق القوية في الموسم. وقد تأكدت أهمية ألونسو للفريق حين سجل هدف الفوز الوحيد، بعد ارتداد الكرة، في مباراة انتهت بنتيجة 1–0 ضد تشيلسي، مما جعل ليفربول أول فريق يحقق فوزًا على ملعب ستامفورد بريدج منذ أكثر من أربع سنوات. وقد عكست التحليلات الإحصائية تألق ألونسو؛ ففي 11 ديسمبر، أظهرت بيانات من أوبتا سبورت أنه أول لاعب في الدوري الإنجليزي الممتاز يُكمل 1،000 تمريرة ناجحة في الموسم. وكان هدفه الأخير مع ليفربول في فوز الفريق 3–1 خارج أرضه على هال سيتي في 25 أبريل، حين سدد كرة من ضربة حرة ارتدت من حائط الصد ودخلت المرمى.

### ريال مدريد

#### موسم 2009–10

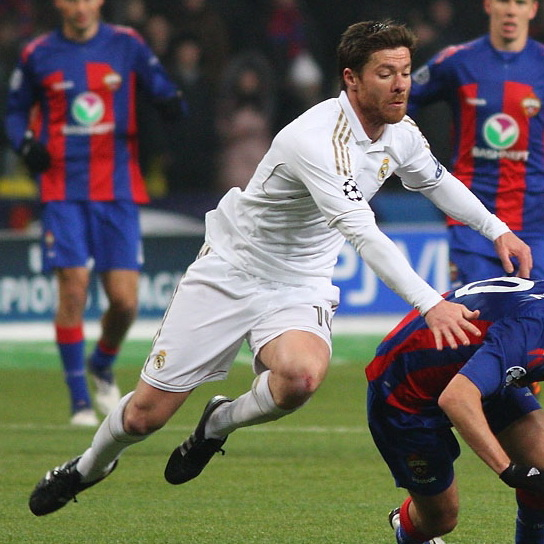
ألونسو مع ريال مدريد في فبراير 2012.

انتقل ألونسو إلى ريال مدريد بقيمة 30 مليون جنيه إسترليني في 5 أغسطس 2009. وقد أُشيع أنهُ لم يكن يرغب في مغادرة ليفربول حيث كان عقده ممتدًا حتى عام 2012 على الأقل، وأن رحيله كان نتيجة خلافات مع المدرب بنيتيز. وقال زميله السابق ستيفن جيرارد إنه شعر بـ«الصدمة» من قرار ألونسو، واعتبر رحيله أحد أسباب تراجع أداء ليفربول في بداية الموسم التالي.
حصل ألونسو على القميص رقم 22 في ريال مدريد ولعب في مركز الوسط الدفاعي. سجل أول أهدافه مع الفريق في 21 فبراير 2010 من ركلة جزاء ضد فياريال في الفوز بنتيجة 6–2. ما لم يكن مصابًا أو موقوفًا، كان مانويل بيليغريني يشرك ألونسو أساسيًا في كل مباريات دوري الأبطال والدوري الإسباني خلال موسمه الأول مع ريال مدريد. في الدوري، ساعد الفريق على إنهاء الموسم برصيد قياسي من النقاط بلغ 96 نقطة بفارق ثلاث نقاط خلف البطل برشلونة. كانت هذه المرة الثالثة في مسيرته التي يساهم فيها ألونسو في تحقيق فريقه رقمًا قياسيًا بالنقاط وينهي الموسم في المركز الثاني (حقق الأمر ذاته مع ريال سوسيداد في موسم 2002–03 ومع ليفربول في موسم 2008–09). خلال موسمه الأول، سجل ألونسو ثلاثة أهداف واعتُبر من أكثر لاعبي الفريق ثباتًا في المستوى. اختاره قراء صحيفة ماركا في التشكيلة المثالية للدوري الإسباني كأفضل وسط دفاعي وكان كريستيانو رونالدو اللاعب الوحيد من ريال مدريد الذي انضم معه إلى تلك التشكيلة. كما حصل على التقدير ذاته من إي إس بي إن إف سي. كما كان من بين المرشحين لجائزة أفضل لاعب وسط المقدّمة من رابطة الدوري الإسباني إلى جانب تشافي وخافي مارتينيز. وخلال الموسم ذاته، أطلق عليه بعض الصحفيين الإسبان وجماهير ريال مدريد لقب «La Barba Roja» أي «اللحية الحمراء».

#### 2010–14: تحقيق دوري أبطال أوروبا

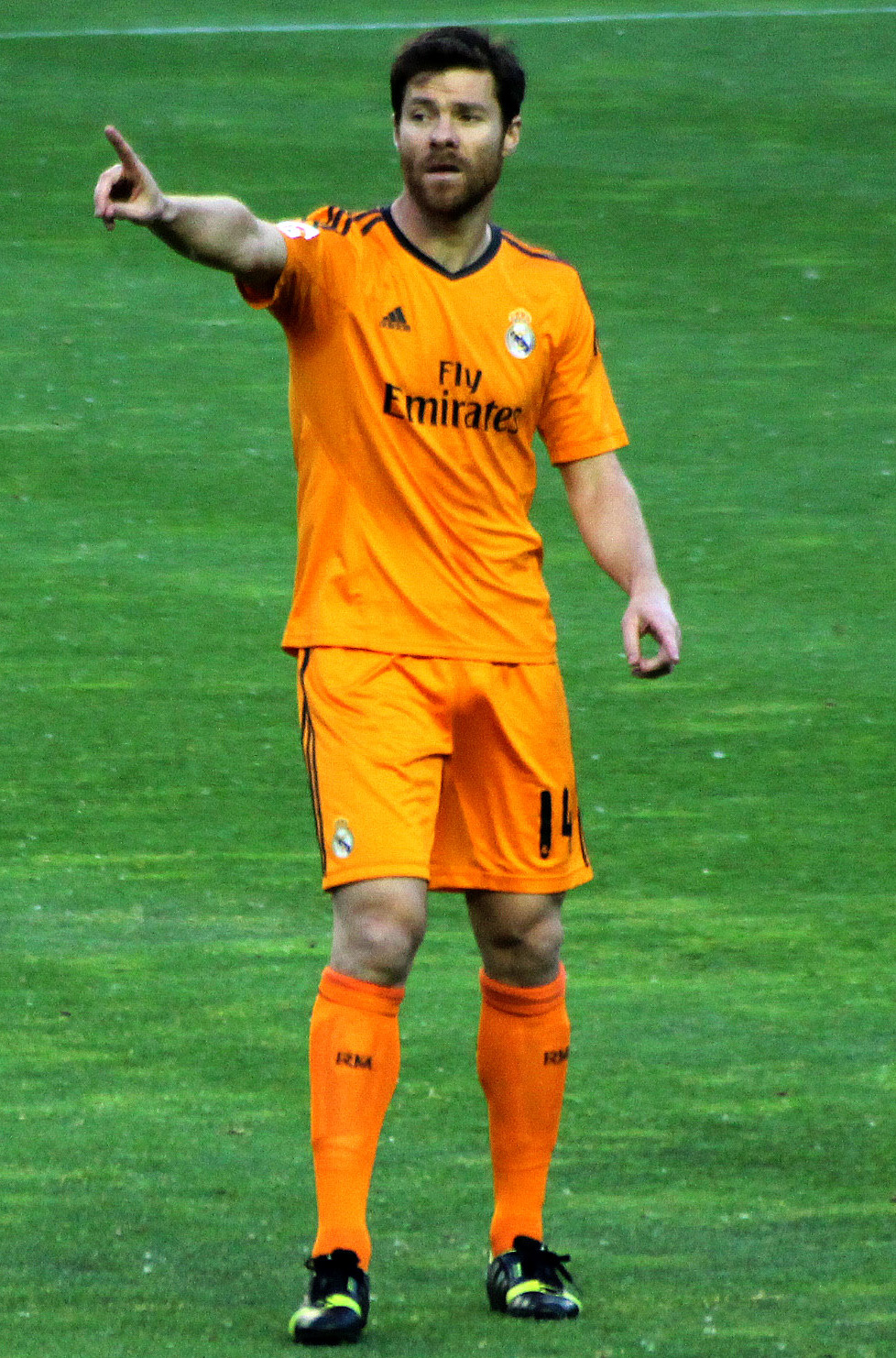
ألونسو مع ريال مدريد في 2014.

بدأ ألونسو موسمه الثاني مع ريال مدريد بوصول المدرب الجديد جوزيه مورينيو. وقد حصل على القميص رقم 14 بعد رحيل نائب القائد غوتي. سجل هدفه الوحيد في هذا الموسم أمام ريال مورسيا في كأس الملك، وساهم مع الفريق في تحقيق كأس الملك لأول مرة مُنذ 18 عامًا.
بدأ ألونسو موسمه الثالث مع ريال مدريد بتسجيله الهدف الثاني في التعادل 2–2 ضد برشلونة في كأس السوبر الإسباني 2011 على ملعب سانتياغو برنابيو. وفي 21 سبتمبر 2011، خاض مباراته الرسمية رقم 100 مع ريال مدريد في التعادل السلبي 0–0 ضد راسينغ سانتاندير. وقد حقق خلال هذا الموسم أول لقب دوري في مسيرته.
في 8 يناير 2014، وقّع ألونسو على تمديد عقده مع ريال مدريد، والذي كان من المفترض أن يبقيه في النادي حتى عام 2016. في 29 أبريل 2014، فاز ريال مدريد على بايرن ميونخ بنتيجة 4–0 في إياب نصف نهائي دوري أبطال أوروبا، ليتأهل إلى نهائي دوري أبطال أوروبا 2014 بنتيجة إجمالية 5–0. تلقى ألونسو بطاقة صفراء بعد تدخل على باستيان شفاينشتايغر في الشوط الأول؛ وبما أنه كان قد تلقى بطاقتين سابقتين قبل المباراة، فقد تم إيقافه من المشاركة في النهائي. وقد نال ميداليته الثانية في دوري الأبطال بعدما فاز ريال مدريد على أتلتيكو مدريد بنتيجة 4–1 بعد التمديد للوقت الإضافي.

### بايرن ميونخ

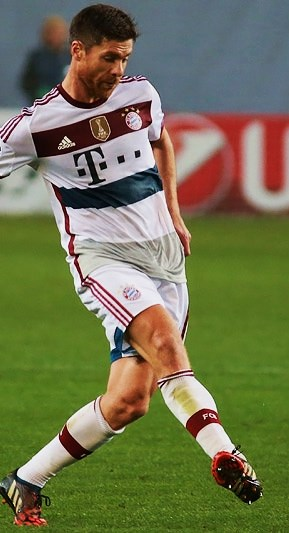
ألونسو مع بايرن ميونخ ضد سيسكا موسكو في 2014.

في 29 أغسطس 2014، انتقل ألونسو إلى بايرن ميونخ بعقدٍ لمدة عامين مقابل مبلغ لم يُكشف عنه. شارك في أول مباراة له مع الفريق في اليوم التالي حيثُ بدأ أساسيًا في تعادل 1–1 أمام شالكه. في 27 سبتمبر 2014، وخلال مباراة ضد نادي كولن، كسر ألونسو الرقم القياسي لأكثر عدد تمريرات مكتملة في مباراة واحدة في الدوري الألماني حيثُ أكمل 196 تمريرة. سجل هدفه الأول مع النادي في 18 أكتوبر 2014 من ركلة حرة في مباراة انتهت بفوز فريقه 6–0 على فيردر بريمن.
في ظهوره رقم 100 في دوري أبطال أوروبا، بتاريخ 17 فبراير 2015، طُرد بعد حصوله على البطاقة الصفراء الثانية في مباراة انتهت بالتعادل 0–0 أمام شاختار دونيتسك. وفي 28 أبريل، كان ألونسو أحد أربعة لاعبين من بايرن فشلوا في تسجيل ركلات الترجيح في الهزيمة 2–0 أمام بوروسيا دورتموند في نصف نهائي كأس ألمانيا 2014–15. كما كان اللاعب الوحيد الذي أضاع ركلة الترجيح في خسارة الفريق أمام فولفسبورغ في كأس السوبر الألماني 2015، حيث تصدى لها الحارس كوين كاستيلس.
وقّع ألونسو عقدًا جديدًا مع بايرن في 18 ديسمبر 2015، ليبقى في صفوف الفريق حتى عام 2017. وفي 9 مارس 2017، أعلن ألونسو عبر تويتر عن نيته اعتزال كرة القدم بنهاية موسم 2016–17.
خاض ألونسو مباراته الأخيرة مع بايرن ومع زميله فيليب لام في 20 مايو في مباراة انتهت بالفوز 4–1 على فرايبورغ، حيث صنع الهدف الافتتاحي لزميله آريين روبن. واُستبدل في الدقيقة 82 بزميله فرانك ريبيري.

## المسيرة الدولية

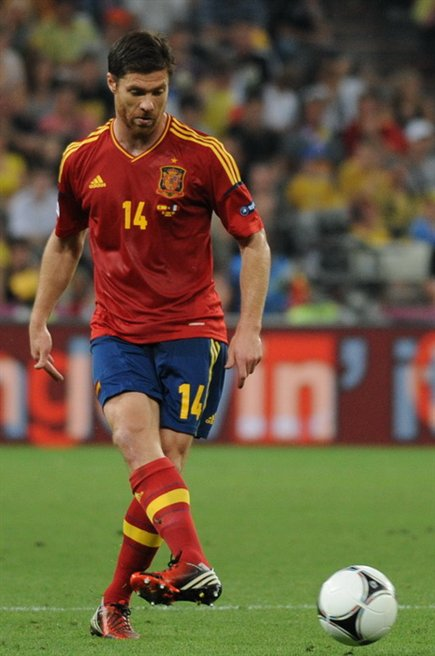
ألونسو يلعب ضد فرنسا في يورو 2012

### يورو 2004
تم استدعاء ألونسو لأول مرة إلى المنتخب الإسباني لكرة القدم من قبل المدير إيناكي سايز لمباراة ودية ضد الإكوادور في 30 أبريل 2003، وعمره 21 عامًا. بدأ في الفوز 4–0 على ملعب فيسينتي كالديرون.
عين سايز ألونسو في تشكيلة كأس الأمم الأوروبية 2004 في البرتغال. كان بديلاً في الفوز على روسيا، وبدأ الهزيمة أمام المضيف، في خروج من مرحلة المجموعات.

### كأس العالم 2006
تم اختيار ألونسو ضمن تشكيلة المنتخب الإسباني لكأس العالم 2006 وسجل أول هدف لإسبانيا في البطولة، وهو هدفه الدولي الأول، ضد أوكرانيا في 14 يونيو 2006. بعد فوز إسبانيا بجميع مبارياتها في مرحلة المجموعات، هُزمت على يد فرنسا، التي وصلت إلى النهائي في مرحلة خروج المغلوب الأولى من البطولة.

### يورو 2008
انتهى موسم 2007–08 لليفربول بلا ألقاب، لكن الفرصة للفوز بالألقاب كانت تنتظر ألونسو في شكل بطولة يورو 2008. شارك ألونسو بشكل أساسي كبديل، ولكن مع إراحة اللاعبين الأساسيين، قاد إسبانيا في المباراة الأخيرة بالمجموعة ضد اليونان، وحصل على جائزة رجل المباراة. وعلى الرغم من أدائه القوي، إلا أنه لم يتمكن من الحصول على مكان أساسي في الفريق، مما يسلط الضوء على قوة إسبانيا في العمق. فازت إسبانيا بالبطولة وشارك في أربع من مبارياتها الست. وقال في حديثه للصحفي الإسباني غيليم بالاغوي ‏ إن فوز إسبانيا كان مستحقا وإن العمل الجماعي للاعبين كان حاسما في مسيرة الفريق الخالية من الهزائم في البطولة. كان الباسكي في غاية السعادة بهذا الإنجاز، مُعلنًا: «الآن، نعيش جميعًا اللحظة. إنه لأمرٌ لا يُصدق، وكأننا جميعًا نسير في حلم. إنه لأمرٌ رائع.» سجّل ألونسو هدفين في فوزٍ وديٍّ على الدنمارك بنتيجة 3–0 في 20 أغسطس.

### كأس القارات 2009
في بطولة كأس القارات 2009 في جنوب أفريقيا، خرجت إسبانيا من الدور نصف النهائي على يد الولايات المتحدة. في مباراة تحديد المركز الثالث ضد أصحاب الأرض، امتدت المباراة إلى الوقت الإضافي بعد انتهاء المباراة بالتعادل 2–2؛ وسجل ألونسو ركلة حرة في الدقيقة 107 ليفوز بالمباراة.

### كأس العالم 2010
بدأ ألونسو كل مباريات إسبانيا خلال بطولة 2010، حيث لعب إلى جانب سيرجيو بوسكيتس وتشافي في خط الوسط وساعد فريقه على رفع كأس العالم لأول مرة. في الدقيقة 28 من المباراة النهائية ضد هولندا، تلقى ركلة على صدره على طريقة الكونغ فو من لاعب خط الوسط الهولندي نايجل دي يونج، وكان الخطأ مثيرًا للجدل حيث بدا وكأنه خطأ يستحق بطاقة حمراء مباشرة، ولكن تم استبعاده فقط باعتباره بطاقة صفراء منحها الحكم هوارد ويب. وقد ترك هذا ألونسو في حالة من الألم والخوف من كسر الضلع. وعلى الرغم من هذا الألم، واصل اللعب لمدة ساعة أخرى.

### يورو 2012

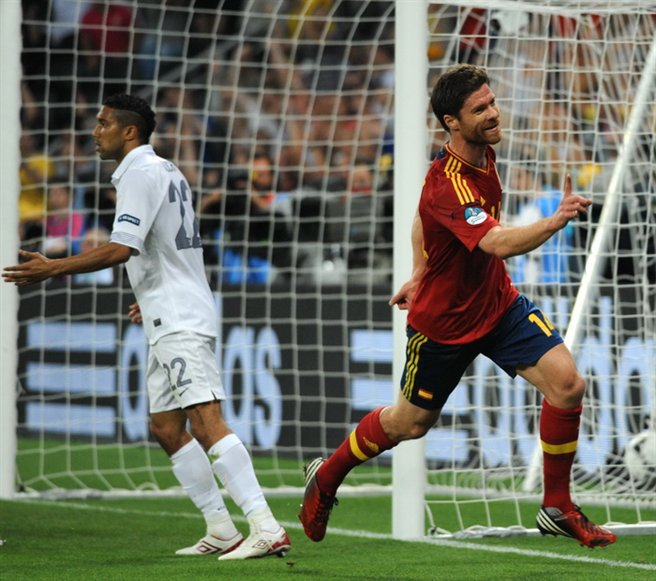
ألونسو يحتفل بتسجيله هدفًا في مرمى فرنسا في بطولة أمم أوروبا 2012

في 23 يونيو 2012، لعب ألونسو مباراته رقم 100 مع إسبانيا في ربع النهائي ضد فرنسا حيث سجل هدفي الفوز 2–0. جاء الهدف الأول بعد أن حول برأسه كرة عرضية من الجهة اليسرى أرسلها له جوردي ألبا، بينما جاء الهدف الثاني من ركلة جزاء احتسبت بعد تعرض بيدرو لخطأ من أنتوني ريفيير في الثواني الأخيرة من المباراة. تصدى روي باتريسيو لركلة جزاء ألونسو في ركلات الترجيح في نصف النهائي ضد البرتغال، حيث فازت إسبانيا 4–2 بعد التعادل 0–0 في المباراة نفسها. واصلت إسبانيا تفوقها على جيانلويجي بوفون وإيطاليا بنتيجة 4–0 في المباراة النهائية؛ وكان هذا هو الفوز الثالث لألونسو باللقب الكبير مع إسبانيا.

### كأس العالم 2014
كانت إسبانيا مرة أخرى من بين المرشحين للفوز بالكأس في كأس العالم لكرة القدم 2014، ولكنها خرجت في الجولة الأولى. سجل ألونسو ركلة جزاء في الدقيقة 27 من المباراة الأولى ضد هولندا، على الرغم من أنه تم استبداله في الدقيقة 62 عندما كانت إسبانيا متأخرة 2–1 قبل أن تخسر 5–1. ثم خسرت إسبانيا 2–0 أمام تشيلي، حيث تلقى ألونسو بطاقة صفراء في الشوط الأول وتم استبداله في الشوط الثاني بينما كانت النتيجة بالفعل 2–0. وبعد ذلك خرجت إسبانيا من البطولة، لكنها فازت في مباراتها النهائية 3–0 ضد أستراليا واحتلت المركز الثالث في المجموعة؛ ولعب ألونسو 83 دقيقة في المباراة.
اعتزل ألونسو اللعب الدولي في 27 أغسطس 2014.

### إقليم الباسك

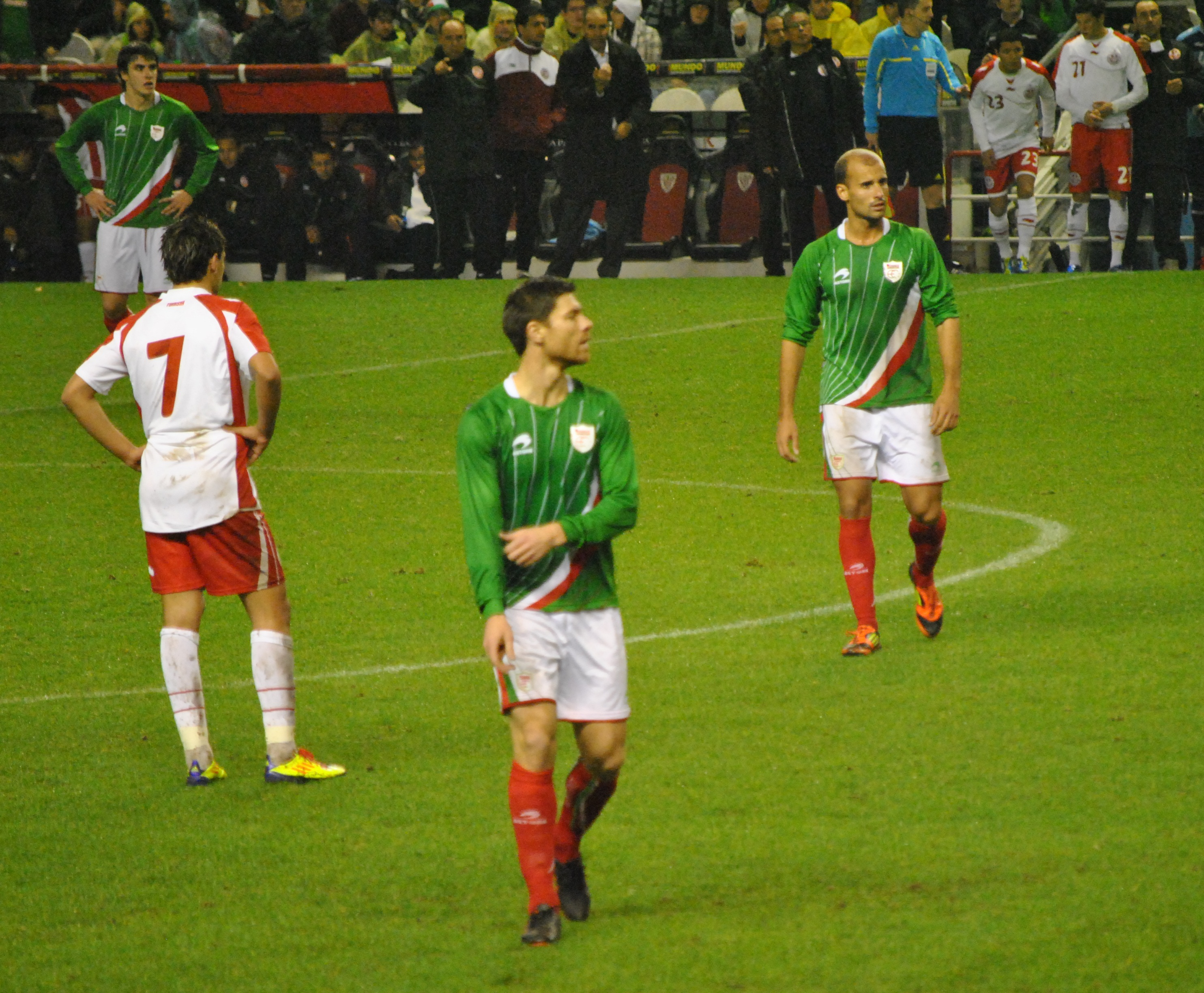
ألونسو يلعب مع منتخب الباسك في مباراة ودية ضد تونس

شارك ألونسو لأول مرة مع منتخب إقليم الباسك في مباراة ودية ضد غانا في 29 ديسمبر 2001 وتلقى دعوات منتظمة منذ ذلك الحين، بينما – بسبب جدول أعماله المزدحم بالنادي – عدم القدرة على الظهور دائمًا. في الآونة الأخيرة، ظهر ألونسو مع منتخب الباسك في 29 ديسمبر 2012 في فوز 6–1 على بوليفيا.

## أسلوب اللعب
يُعتبر ألونسو لاعب خط وسط ثابت ومجتهد، وهو يُعتبر أحد أفضل لاعبي خط الوسط في جيله، وكان فعالاً على المستوى الإبداعي والدفاعي.
بفضل تقنيته الجيدة ورؤيته الممتازة ونطاق تمريراته المتنوع، تفوق في الوسط في دور صانع الألعاب العميق، حيث استخدم قدرته الدقيقة على التمرير الطويل لخلق فرص تسجيل الأهداف لزملائه في الفريق؛ كما استخدم تسديدة قوية ودقيقة من مسافة بعيدة، وكان فعالاً في تنفيذ الكرات الثابتة وركلات الجزاء. بسبب طوله وموقعه وخصائصه البدنية، كان ألونسو فعالًا أيضًا في الهواء، وغالبًا ما ساهم في الأهداف بالرأس من الكرات الثابتة عندما تقدم إلى مواقف أكثر هجومية.
بالإضافة إلى سماته الإبداعية، كان قادرًا أيضًا على التفوق كلاعب خط وسط دفاعي بسبب قوته وبنيته الجسدية القوية، جنبًا إلى جنب مع مثابرته وذكائه التكتيكي ومعالجته العدوانية وقدرته على قراءة اللعبة. ومع ذلك، فقد تعرض في بعض الأحيان لانتقادات بسبب ارتكابه أحيانًا تحديات متهورة وميله إلى فقدان رباطة جأشه والحصول على بطاقات غير ضرورية بسبب ارتكابه أخطاء صعبة بشكل خاص.
فيما يتعلق بأسلوب لعب ألونسو، أشار جوناثان ويلسون في مقال نُشر عام 2013 في صحيفة الجارديان إلى أنه كان مثالاً على لاعبٍ أكثر إبداعاً في أداء دور لاعب الوسط المدافع، فرغم قدرته على التصدي، إلا أنه ركز على الحفاظ على حركة الكرة، وكان يُمرر تمريرات طويلة إلى الأجنحة أحياناً لتغيير زاوية الهجوم كلاعب ريجيستا قديم الطراز. كما شُبّه دوره بدور ميتوديستا («قلب الدفاع» في المصطلحات الكروية الإيطالية)، نظراً لقدرته على توجيه اللعب في خط الوسط، بالإضافة إلى مساعدة فريقه دفاعياً.
منذ اعتزاله، زعم ستيفن جيرارد أنه يعتقد أن ألونسو هو أفضل لاعب خط وسط لعب إلى جانبه على الإطلاق. علاوة على ذلك، في عام 2017، وصف مدربه السابق في بايرن ميونخ بيب جوارديولا، والذي تمت مقارنته به أحيانًا بسبب تشابه دورهما وأسلوب لعبهما، ألونسو بأنه أحد أفضل لاعبي خط الوسط الذين رآهم في حياته.

## مسيرته التدريبية

### السنوات الأولى

#### ريال مدريد تحت 14 سنة
في عام 2018، وأثناء إكماله دورة التدريب النخبوية التابعة للاتحاد الأوروبي إلى جانب زملائه السابقين في المنتخب مثل راؤول، تشافي، فيكتور فالديز، وخوان كابديفيلا، عاد ألونسو إلى ريال مدريد وتولى تدريب فريق ريال مدريد تحت 14 سنة.

### ريال سوسيداد ب

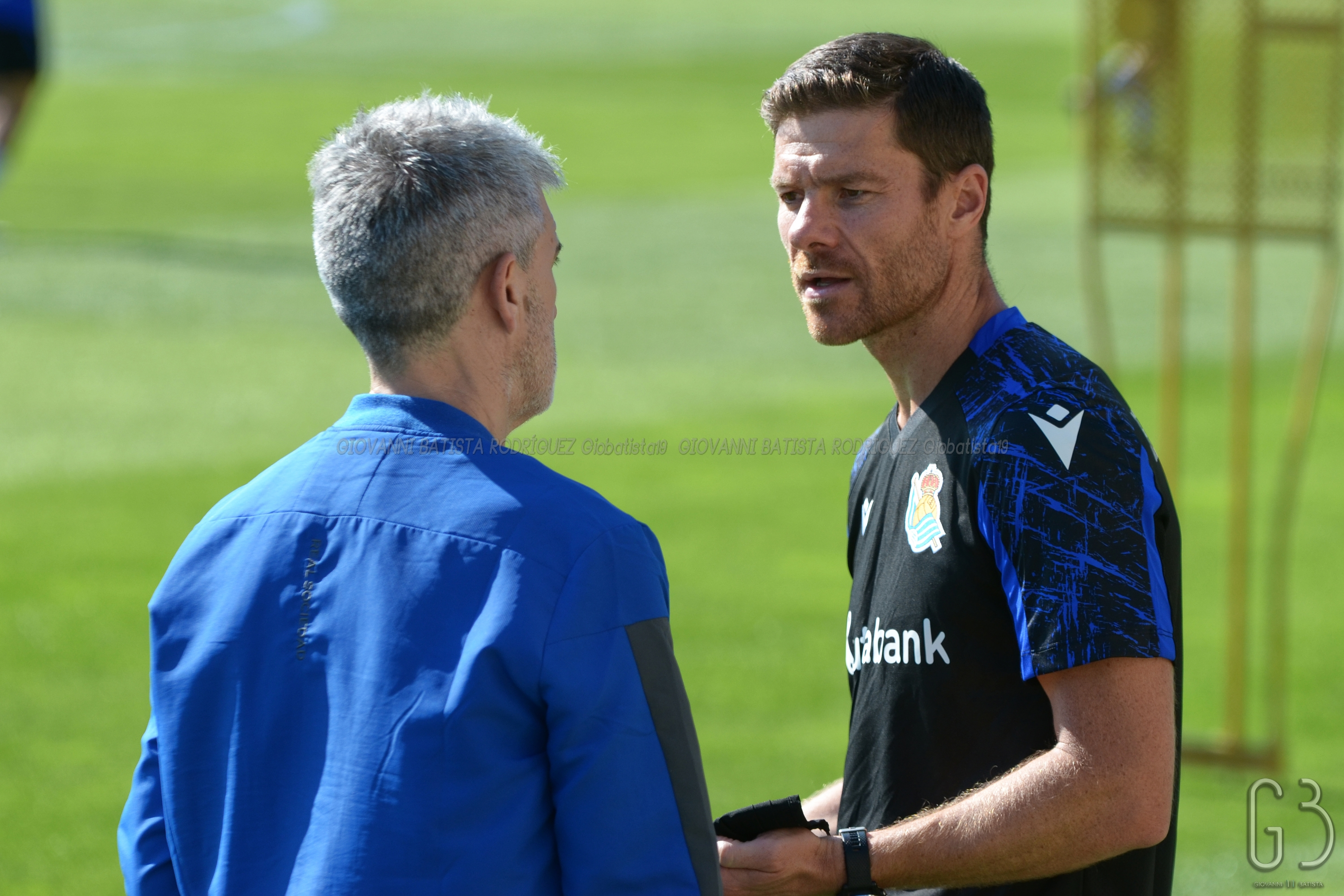
ألونسو عُندما كان مدربًا لنادي ريال سوسيداد ب في عام 2021.

عُيِّن ألونسو مدربًا لفريق ريال سوسيداد ب الذي ينافس في الدوري الإسباني الدرجة الثانية ب بتاريخ 1 يونيو 2019، وبدأ مهامه في 9 يوليو. وفي أول مباراة له بتاريخ 24 أغسطس، تعادل فريقه 1–1 على أرضه أمام بورغوس.
في الموسم الثاني لألونسو، صعد الفريق إلى الدوري الإسباني الدرجة الثانية ب، وذلك بعد الفوز في مباراة الملحق ضد ألخيسيراس في 22 مايو 2021. ويمثل هذا الفوز أول عودة لفريق ريال سوسيداد ب إلى دوري الدرجة الثانية منذ موسم 1961–62.
وفي مارس من ذلك العام، وعلى الرغم من ارتباط اسمه بقوة بمنصب المدير الفني القادم لنادي بوروسيا مونشنغلادباخ، إلا أن ألونسو وقّع على تمديد عقده مع الفريق لعام إضافي.
في أول مباراة له في دوري الدرجة الثانية بتاريخ 14 أغسطس 2021، قاد ألونسو فريقه للفوز 1–0 على أرضه أمام ليغانيس بفضل هدف من جون كاريكابورو. وفي 25 مايو 2022، أعلن نادي ريال سوسيداد أن ألونسو سيغادر الفريق بنهاية الموسم، وذلك بعد هبوط الفريق رسميًا من الدرجة الثانية.

### باير ليفركوزن
في 5 أكتوبر 2022، تم تعيين ألونسو مدربًا جديدًا لفريق باير ليفركوزن حتى يونيو 2024. حل محل جيراردو سيواني مع الفريق الذي يحتل المركز الثاني من الأسفل بعد ثماني مباريات في الدوري الألماني، حيث كان لديهم أسوأ بداية للموسم منذ عام 1979. ظهر لأول مرة بعد ثلاثة أيام في مباراة فاز فيها الفريق 4–0 على شالكه 04. في أول نصف نهائي أوروبي لليفركوزن منذ 21 عامًا، خرج على يد مدربه السابق في ريال مدريد جوزيه مورينيو وفريق روما بهدف واحد في مباراة الذهاب. وفي نهاية الموسم، احتل باير ليفركوزن المركز السادس وتأهل إلى الدوري الأوروبي في الموسم المقبل. في مايو 2023، أكد ألونسو أنه سيبقى لموسم ثانٍ، وسط اهتمام من توتنهام هوتسبير.
في 4 أغسطس، وقع ألونسو عقدًا جديدًا حتى عام 2026. خلال فترة الانتقالات الصيفية، وقع مع لاعبين من بينهم قائد منتخب سويسرا جرانيت تشاكا، وجوناس هوفمان، وأليخاندرو جريمالدو، وماتيج كوفاش. وضع ألونسو فريقه في تشكيل 3–4–3 مع التركيز على التمرير والهجمات المرتدة، بينما لم يستقبل سوى خمسة أهداف من اللعب المفتوح في أول 11 مباراة له في الدوري الألماني. في مرحلة المجموعات من الدوري الأوروبي 2023–24، فاز الفريق بجميع مبارياته الست، مسجلاً 19 هدفًا. حقق ليفركوزن رقمًا قياسيًا جديدًا في المباريات التي لم يهزم فيها، متجاوزًا رقم بايرن ميونخ البالغ 32 مباراة في فبراير 2024.
وارتبط اسم ألونسو بتولي منصب المدير الفني لأندية بايرن ميونخ وليفربول وريال مدريد السابقة. ومع ذلك، في 29 مارس 2024، أكد التزامه بإكمال عقده. في 14 أبريل، قاد ألونسو فريق ليفركوزن إلى فوز 5–0 على فيردر بريمن ليحصد لقبه الأول في الدوري الألماني وأول بطولة ألمانية في التاريخ، مع تبقي خمس مباريات. في 9 مايو، قاد فريقه لتحقيق رقم قياسي أوروبي جديد يتمثل في 49 مباراة تنافسية دون هزيمة في جميع المسابقات، بعد التعادل 2–2 أمام روما في مباراة الإياب من نصف نهائي الدوري الأوروبي، محطمًا بذلك رقم بنفيكا القياسي المتمثل في 48 مباراة دون هزيمة بين عامي 1963 و1965. امتدت السلسلة إلى 51 مباراة دون هزيمة مع فوزين إضافيين في الدوري الألماني، مما أدى إلى موسم كامل بدون هزيمة في الدوري الألماني، قبل أن تنتهي بخسارة 3–0 أمام أتالانتا في نهائي الدوري الأوروبي 2024. حصل ليفركوزن على 40 نقطة أكثر من الموسم السابق، مثل شتوتجارت، وهو رقم قياسي في الدوري الألماني. كما تم تحطيم أرقام قياسية للنادي، وهي 28 فوزًا، و90 نقطة، و89 هدفًا مسجلاً، و24 هدفًا مستقبلاً، و10 مباريات فاز بها الفريق على التوالي، و16 مباراة بشباك نظيفة في موسم واحد. كما فاز باير ليفركوزن بقيادة ألونسو بلقب كأس ألمانيا 2023–24 في 25 مايو، بعد هزيمة 1. فاز نادي كايزرسلاوترن 1–0 في المباراة النهائية ليحقق الثنائية المحلية.
بدأ ألونسو موسمه الثالث مع ليفركوزن بالفوز بكأس السوبر الألماني لأول مرة في تاريخ النادي بعد فوزه على شتوتغارت 4–3 بركلات الترجيح. ومع ذلك، بدأ دفاع النادي عن اللقب بشكل سيئ بهزيمة 3–2 أمام آر بي لايبزيج في المباراة الثانية للنادي في الموسم (التي أنهت سلسلة من 51 مباراة محلية بلا هزيمة)، تلاها سلسلة من فوز واحد و 5 تعادلات في 6 مباريات، مما ترك ليفركوزن بفارق 9 نقاط عن بايرن ميونخ بعد 10 مباريات. في دوري أبطال أوروبا، قاد ألونسو فريق ليفركوزن إلى المركز السادس في مرحلة الدوري، مما ضمن له التأهل التلقائي إلى مرحلة خروج المغلوب. ومع ذلك، انتهت حملة النادي في دوري أبطال أوروبا في دور الـ16 بعد خسارة 5–0 في مجموع المباراتين أمام بايرن ميونخ. كما خسر ليفركوزن لقب كأس ألمانيا بعد خروجه من الدور نصف النهائي على يد فريق أرمينيا بيليفيلد من الدرجة الثالثة.
في 4 مايو 2025، تعادل ليفركوزن 2–2 خارج أرضه مع نادي فرايبورغ، مما تركهم متأخرين بفارق 8 نقاط عن منافسهم على اللقب بايرن ميونخ مع تبقي مباراتين للعب، مؤكدين فوز النادي البافاري بالبطولة. بعد خمسة أيام، أعلن ألونسو أنه سيغادر ليفركوزن في نهاية الموسم، مع ظهور شائعات بأنه سيحل محل كارلو أنشيلوتي كمدير لناديه السابق ريال مدريد لموسم 2025–26.

### ريال مدريد
في 25 مايو 2025، أعلن ريال مدريد رسميًا تعيين تشابي ألونسو مدربًا للفريق لثلاثة مواسم قادمة بدءًا من 1 يونيو 2025. وكانت أولى مبارياته في كأس العالم للأندية 2025 حيث تعادل في اول مباراة له في مسيرته التدريبية في ريال مدريد مع نادي الهلال السعودي بنتيجة 1-1 وتأهل إلى دور 16.

## الحياة الشخصية
كان يُنظر إلى ألونسو من قِبل زملائه في ليفربول كشخص هادئ وودود.
تزوّج من ناغوري أرانبورو ولديهم ثلاثة أطفال — ولد واحد (وُلد عام 2008) وابنتان (وُلدتا في 2010 و2013).
في مارس 2008، وبدلاً من السفر مع الفريق، بقي ألونسو في ميرسيسايد إلى جانب زوجته خلال ولادتها، وقال «كان من المحبط قليلاً أن أغيب عن مباراة إنتر ميلان، لكن يجب أن أكون مع عائلتي في مثل هذه اللحظات.» وقد تسبب قراره بتقديم أسرته على مباراة في دوري الأبطال في حدوث توتر مع المدرب رافاييل بينيتيز.
كان ألونسو وجاره في نفس الشارع ميكيل أرتيتا صديقين منذ الطفولة في سان سباستيان، وعاشا قريبين من بعضهما أيضًا في ليفربول عندما كان أرتيتا لاعبًا في إيفرتون. وأقنع ألونسو أرتيتا بالانضمام إلى إيفرتون بعدما أخبره بمدى سعادته في العيش بمدينة ليفربول. كما ساعد في إقناع زميله السابق في ريال سوسيداد خوان أوجارت بالانتقال إلى ويلز والانضمام إلى نادي ريكسهام في 2004.
شقيقه ميكيل لعب لنادي ريال يونيون الإسباني، كما لعب معارًا لموسم واحد في بولتون واندررز خلال الدوري الإنجليزي الممتاز 2007–08، مع خيار شراء دائم. لكن الفريق لم يُمدد الإعارة فعاد إلى إسبانيا ليتدرب مع نادي ريال سوسيداد. ولدى ألونسو شقيق آخر يُدعى «جون» يعمل كحكم في كرة القدم.
ألونسو من مشجعي كرة القدم الغيلية، وقد بدأ اهتمامه بهذه الرياضة عندما كان في سن 15 عامًا، أثناء إقامته مع عائلة في بلدة كيلز الأيرلندية لتعلُّم اللغة الإنجليزية، وكان يلعب اللعبة في أوقات فراغه.
على الرغم من انتقاله إلى ريال مدريد، صرّح ألونسو بأنه لا يزال من مشجعي ليفربول، ويعود لحضور المباريات في أنفيلد عندما يسمح له جدول أعماله بذلك. ونُقل عنه في موقع ذا تايمز في عام 2011 قوله: «أنا ما زلت مشجعًا لليفربول وسأظل كذلك إلى الأبد، بلا شك» كما أكد أنه سيربّي ابنه المولود في ليفربول على تشجيع النادي الأحمر.

## الإحصائيات

### النادي
| النادي        | الموسم    | الدرجة                         | الدرجة | الدرجة  | الكأس الوطني | الكأس الوطني | كأس الدوري | كأس الدوري | أوروبا | أوروبا  | أخرى   | أخرى    | المجموع | المجموع |
| النادي        | الموسم    | الدرجة                         | الظهور | الأهداف | الظهور       | الأهداف      | الظهور     | الأهداف    | الظهور | الأهداف | الظهور | الأهداف | الظهور  | الأهداف |
| ------------- | --------- | ------------------------------ | ------ | ------- | ------------ | ------------ | ---------- | ---------- | ------ | ------- | ------ | ------- | ------- | ------- |
| ريال سوسيداد  | 1999–2000 | الدوري الإسباني                | 0      | 0       | 1            | 0            | –          | –          | –      | –       | –      | –       | 1       | 0       |
| ريال سوسيداد  | 2000–01   | الدوري الإسباني                | 18     | 0       | 0            | 0            | –          | –          | –      | –       | –      | –       | 18      | 0       |
| ريال سوسيداد  | 2001–02   | الدوري الإسباني                | 29     | 3       | 0            | 0            | –          | –          | –      | –       | –      | –       | 29      | 3       |
| ريال سوسيداد  | 2002–03   | الدوري الإسباني                | 33     | 3       | 1            | 0            | –          | –          | –      | –       | –      | –       | 34      | 3       |
| ريال سوسيداد  | 2003–04   | الدوري الإسباني                | 34     | 3       | 0            | 0            | –          | –          | 8      | 1       | –      | –       | 42      | 4       |
| ريال سوسيداد  | المجموع   | المجموع                        | 114    | 9       | 2            | 0            | –          | –          | 8      | 1       | –      | –       | 124     | 10      |
| إيبار (إعارة) | 2000–01   | الدوري الإسباني الدرجة الثانية | 14     | 0       | 0            | 0            | –          | –          | –      | –       | –      | –       | 14      | 0       |
| ليفربول       | 2004–05   | الدوري الإنجليزي الممتاز       | 24     | 2       | 0            | 0            | 0          | 0          | 8      | 1       | –      | –       | 32      | 3       |
| ليفربول       | 2005–06   | الدوري الإنجليزي الممتاز       | 35     | 3       | 5            | 2            | 0          | 0          | 11     | 0       | 2      | 0       | 53      | 5       |
| ليفربول       | 2006–07   | الدوري الإنجليزي الممتاز       | 32     | 4       | 1            | 0            | 2          | 0          | 15     | 0       | 1      | 0       | 51      | 4       |
| ليفربول       | 2007–08   | الدوري الإنجليزي الممتاز       | 19     | 2       | 3            | 0            | 1          | 0          | 4      | 0       | –      | –       | 27      | 2       |
| ليفربول       | 2008–09   | الدوري الإنجليزي الممتاز       | 33     | 4       | 3            | 0            | 1          | 0          | 10     | 1       | –      | –       | 47      | 5       |
| ليفربول       | المجموع   | المجموع                        | 143    | 15      | 12           | 2            | 4          | 0          | 48     | 2       | 3      | 0       | 210     | 19      |
| ريال مدريد    | 2009–10   | الدوري الإسباني                | 34     | 3       | 0            | 0            | –          | –          | 7      | 0       | –      | –       | 41      | 3       |
| ريال مدريد    | 2010–11   | الدوري الإسباني                | 34     | 0       | 7            | 1            | –          | –          | 11     | 0       | –      | –       | 52      | 1       |
| ريال مدريد    | 2011–12   | الدوري الإسباني                | 36     | 1       | 4            | 0            | –          | –          | 10     | 0       | 2      | 1       | 52      | 2       |
| ريال مدريد    | 2012–13   | الدوري الإسباني                | 28     | 0       | 7            | 0            | –          | –          | 10     | 0       | 2      | 0       | 47      | 0       |
| ريال مدريد    | 2013–14   | الدوري الإسباني                | 26     | 0       | 7            | 0            | –          | –          | 9      | 0       | 0      | 0       | 42      | 0       |
| ريال مدريد    | 2014–15   | الدوري الإسباني                | 0      | 0       | 0            | 0            | –          | –          | 0      | 0       | 2      | 0       | 2       | 0       |
| ريال مدريد    | المجموع   | المجموع                        | 158    | 4       | 25           | 1            | –          | –          | 47     | 0       | 6      | 1       | 236     | 6       |
| بايرن ميونخ   | 2014–15   | الدوري الألماني                | 26     | 2       | 4            | 0            | –          | –          | 10     | 2       | 0      | 0       | 40      | 4       |
| بايرن ميونخ   | 2015–16   | الدوري الألماني                | 26     | 0       | 4            | 1            | –          | –          | 8      | 1       | 1      | 0       | 39      | 2       |
| بايرن ميونخ   | 2016–17   | الدوري الألماني                | 27     | 3       | 3            | 0            | –          | –          | 7      | 0       | 1      | 0       | 38      | 3       |
| بايرن ميونخ   | المجموع   | المجموع                        | 79     | 5       | 11           | 1            | –          | –          | 25     | 3       | 2      | 0       | 117     | 9       |
| الإجمالي      | الإجمالي  | الإجمالي                       | 508    | 33      | 50           | 4            | 4          | 0          | 128    | 6       | 11     | 1       | 701     | 44      |

1. ↑  تشمل كأس الملك، كأس الاتحاد الإنجليزي، كأس ألمانيا
2. ↑  تشمل كأس رابطة الأندية الإنجليزية المحترفة
3. ↑  المباريات في دوري أبطال أوروبا
4. ↑  مباراة واحدة في كأس السوبر الأوروبي، ومباراة واحدة في كأس العالم للأندية
5. ↑  المباراة في درع المجتمع الإنجليزي
6. 1 2 3  المباريات في كأس السوبر الإسباني
7. 1 2  المباراة في كأس السوبر الألماني

### الدولية
آخر تحديث 18 يونيو 2014.
| المنتخب الوطني | العام    | الظهور | الأهداف |
| -------------- | -------- | ------ | ------- |
| إسبانيا        |          |        |         |
| 2003           | 5        | 0      |         |
| 2004           | 11       | 0      |         |
| 2005           | 6        | 0      |         |
| 2006           | 11       | 1      |         |
| 2007           | 6        | 0      |         |
| 2008           | 14       | 2      |         |
| 2009           | 12       | 4      |         |
| 2010           | 16       | 2      |         |
| 2011           | 11       | 3      |         |
| 2012           | 14       | 3      |         |
| 2013           | 3*       | 0      |         |
| 2014           | 5        | 1      |         |
| الإجمالي       | الإجمالي | 114    | 16      |

- على الرغم من أن المباراة خارج الأرض ضد غينيا الاستوائية في نوفمبر 2013 كانت ضمن 114 مباراة دولية خاضها ألونسو، إلا أنها لم تعتبر مباراة دولية كاملة من قبل الاتحاد الدولي لكرة القدم (بسبب كثرة التبديلات)، ولكنها رسمية بالنسبة للاتحاد الإسباني لكرة القدم[193]

قائمة الأهداف والنتائج: أولًا، يشير عمود الأهداف إلى النتيجة بعد كل هدف سجله ألونسو.
| #  | التاريخ        | المكان                                                | الخصم          | الهدف | النتيجة | المسابقة                       |
| -- | -------------- | ----------------------------------------------------- | -------------- | ----- | ------- | ------------------------------ |
| 1  | 14 يونيو 2006  | ريد بل أرينا (لايبزيغ)، لايبزيغ، ألمانيا              | أوكرانيا       | 1–0   | 4–0     | كأس العالم 2006                |
| 2  | 20 أغسطس 2008  | ملعب باركن، كوبنهاغن، الدنمارك                        | الدنمارك       | 1–0   | 3–0     | ودية                           |
| 3  | 20 أغسطس 2008  | ملعب باركن، كوبنهاغن، الدنمارك                        | الدنمارك       | 3–0   | 3–0     | ودية                           |
| 4  | 1 أبريل 2009   | ملعب علي سامي ين، إسطنبول، تركيا                      | تركيا          | 1–1   | 2–1     | تصفيات أوروبا لكأس العالم 2010 |
| 5  | 28 يونيو 2009  | ملعب رويال بافوكينغ، روستنبرغ، جنوب إفريقيا           | جنوب إفريقيا   | 3–2   | 3–2     | كأس القارات 2009               |
| 6  | 14 نوفمبر 2009 | ملعب فيسنتي كالديرون، مدريد، إسبانيا                  | الأرجنتين      | 1–0   | 2–1     | ودية                           |
| 7  | 14 نوفمبر 2009 | ملعب فيسنتي كالديرون، مدريد، إسبانيا                  | الأرجنتين      | 2–1   | 2–1     | ودية                           |
| 8  | 29 مايو 2010   | ملعب تيفولي الجديد، إنسبروك، النمسا                   | السعودية       | 2–1   | 3–2     | ودية                           |
| 9  | 8 يونيو 2010   | ملعب نويفا كوندومينا، مرسية، إسبانيا                  | بولندا         | 3–0   | 6–0     | ودية                           |
| 10 | 7 يونيو 2011   | ملعب خوسيه أنتونيو أنزواتغوي، بويرتو لا كروز، فنزويلا | فنزويلا        | 3–0   | 3–0     | ودية                           |
| 11 | 10 أغسطس 2011  | ملعب سان نيكولا، باري، إيطاليا                        | إيطاليا        | 1–1   | 1–2     | ودية                           |
| 12 | 7 أكتوبر 2011  | جنرالي أرينا، براغ، جمهورية التشيك                    | جمهورية التشيك | 2–0   | 2–0     | تصفيات بطولة أمم أوروبا 2012   |
| 13 | 30 مايو 2012   | ملعب دي سويس، برن، سويسرا                             | كوريا الجنوبية | 2–1   | 4–1     | ودية                           |
| 14 | 23 يونيو 2012  | دونباس أرينا، دونيتسك، أوكرانيا                       | فرنسا          | 1–0   | 2–0     | بطولة أمم أوروبا 2012          |
| 15 | 23 يونيو 2012  | دونباس أرينا، دونيتسك، أوكرانيا                       | فرنسا          | 2–0   | 2–0     | بطولة أمم أوروبا 2012          |
| 16 | 13 يونيو 2014  | إيتايبافا أرينا فونتي نوفا، سلفادور، البرازيل         | هولندا         | 1–0   | 1–5     | كأس العالم 2014                |

## الإنجازات

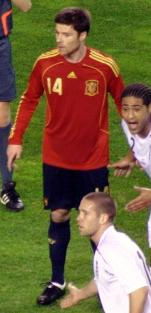
تشابي ألونسو مع المنتخب الإسباني.

### كلاعب
ليفربول
- كأس الاتحاد الإنجليزي: 2005–06[194]
- درع الاتحاد الإنجليزي لكرة القدم: 2006[195]
- دوري أبطال أوروبا: 2004–05؛ الوصيف: 2006–07[196]
- كأس السوبر الأوروبي: 2005[197]
- وصيف كأس العالم للأندية: 2005

ريال مدريد
- الدوري الإسباني: 2011–12
- كأس الملك: 2010–11، 2013–14؛ الوصيف: 2012–13
- كأس السوبر الإسباني: 2012
- دوري أبطال أوروبا: 2013–14

بايرن ميونخ
- الدوري الألماني: 2014–15، 2015–16، 2016–17
- كأس ألمانيا: 2015–16
- كأس السوبر الألماني: 2016

إسبانيا
- كأس العالم لكرة القدم: 2010
- بطولة أوروبا لكرة القدم: 2008، 2012

الفردية
- أفضل لاعب إسباني لعام 2003
- هدف بي بي سي للشهر [الإنجليزية]: نوفمبر 2004[198]
- فيفبرو: 2011، 2012؛ الفريق الثاني: 2014؛[199] الفريق الثالث: 2013؛[200] الفريق الرابع: 2015؛[201] الفريق الخامس: 2016[202]
- أفضل لاعب خط وسط في الدوري الإسباني: 2011–12[203]
- فريق بطولة أمم أوروبا لكرة القدم 2012
- تشكيلة الموسم لدوري أبطال أوروبا: 2013–14
- فريق الموسم في الدوري الألماني: 2014–15[204]

الأوسمة
الميدالية الذهبية للوسام الملكي للاستحقاق الرياضي: 2011

### كمدرب
باير ليفركوزن
- الدوري الألماني: 2023–24[206]
- كأس ألمانيا: 2023–24[207]
- كأس السوبر الألماني: 2024[208]
- وصيف الدوري الأوروبي: 2023–24[209]

الفردية
- جائزة جلوب سوكر لأفضل مدرب في العام 2024
- مدرب الموسم في الدوري الألماني لكرة القدم [الإنجليزية]: 2023–24[210]
- مدير كرة القدم لهذا العام في ألمانيا: 2024[211]

## وصلات خارجية
- تشابي ألونسو على موقع الاتحاد الدولي (مؤرشف)  (الإنجليزية)
- تشابي ألونسو على موقع الاتحاد الأوربي (الإنجليزية)
- تشابي ألونسو على موقع إي إس بي إن إف سي (الإنجليزية)
- تشابي ألونسو على موقع قاعدة بيانات كرة القدم.إي يو (الإنجليزية)
- تشابي ألونسو على موقع بيانات كرة القدم. دي إي (الألمانية)
- تشابي ألونسو على موقع ليكيب (الفرنسية)
- تشابي ألونسو على موقع ناشيونال فوتبول تيمز (الإنجليزية)
- تشابي ألونسو على موقع Soccerbase.com (لاعب) (الإنجليزية)
- تشابي ألونسو على موقع Soccerway.com (الإنجليزية)
- تشابي ألونسو على موقع عالم كرة القدم.نت (الإنجليزية)
- تشابي ألونسو على موقع IMDb (الإنجليزية)